# Інтегрування за допомогою формули Ейлера
В інтегральному численні комплексні числа та формула Ейлера можуть бути використані для знаходження інтегралів, що містять тригонометричні функції. Використовуючи формулу Ейлера, будь-яка тригонометрична функція може бути записана через експоненціальні функції {\displaystyle {\rm {e}}^{ix}} та {\displaystyle {\rm {e}}^{-ix}}, а потім проінтегрована. Цей спосіб часто простіший і швидший, ніж використання тригонометричних тотожностей або інтегрування частинами, і є досить ефективним для інтегрування будь-якого раціонального виразу, що містить тригонометричні функції.

## Формула Ейлера
Формула Ейлера стверджує, що
{\displaystyle {\rm {e}}^{ix}=\cos x+i\sin x}.
Підстановка {\displaystyle -x} замість {\displaystyle x} дає рівняння
{\displaystyle {\rm {e}}^{-ix}=\cos x-i\sin x},
оскільки косинус — парна, а синус — непарна функції. Ці два рівняння можна розв'язати відносно синуса та косинуса:
{\displaystyle \cos x={\frac {{\rm {e}}^{ix}+{\rm {e}}^{-ix}}{2}}\quad {\text{та}}\quad \sin x={\frac {{\rm {e}}^{ix}-{\rm {e}}^{-ix}}{2i}}}.

## Приклади

### Перший приклад
Розглянемо інтеграл
{\displaystyle \int \cos ^{2}x\operatorname {d} x}.
Стандартний підхід до цього інтегралу полягає у використанні формули половинного кута для спрощення підінтегральної функції. Однак, можна використовувати тотожність Ейлера замість цього:
{\displaystyle {\begin{aligned}\int \cos ^{2}x\operatorname {d} x&=\int \left({\frac {{\rm {e}}^{ix}+{\rm {e}}^{-ix}}{2}}\right)^{2}\operatorname {d} x\\[6pt]&={\frac {1}{4}}\int \left({\rm {e}}^{2ix}+2+{\rm {e}}^{-2ix}\right)\operatorname {d} x.\end{aligned}}}
На цьому етапі можливий перехід до дійсних чисел за формулою {\displaystyle {\rm {e}}^{2ix}+{\rm {e}}^{-2ix}=2\cos 2x}. Крім того, можливе інтегрування комплексних експонент без повернення до тригонометричних функцій:
{\displaystyle {\begin{aligned}{\frac {1}{4}}\int \left({\rm {e}}^{2ix}+2+{\rm {e}}^{-2ix}\right)\operatorname {d} x&={\frac {1}{4}}\left({\frac {{\rm {e}}^{2ix}}{2i}}+2x-{\frac {{\rm {e}}^{-2ix}}{2i}}\right)+C\\[6pt]&={\frac {1}{4}}\left(2x+\sin 2x\right)+C.\end{aligned}}}

### Другий приклад
Розглянемо інтеграл
{\displaystyle \int \sin ^{2}x\cos 4x\operatorname {d} x}.
Знаходження цього інтегралу за допомогою тригонометричних тотожностей досить громіздке, але використання тотожності Ейлера робить його відносно нескладним:
{\displaystyle {\begin{aligned}\int \sin ^{2}x\cos 4x\operatorname {d} x&=\int \left({\frac {{\rm {e}}^{ix}-{\rm {e}}^{-ix}}{2i}}\right)^{2}\left({\frac {{\rm {e}}^{4ix}+{\rm {e}}^{-4ix}}{2}}\right)\operatorname {d} x\\[6pt]&=-{\frac {1}{8}}\int \left({\rm {e}}^{2ix}-2+{\rm {e}}^{-2ix}\right)\left({\rm {e}}^{4ix}+{\rm {e}}^{-4ix}\right)\operatorname {d} x\\[6pt]&=-{\frac {1}{8}}\int \left({\rm {e}}^{6ix}-2{\rm {e}}^{4ix}+{\rm {e}}^{2ix}+{\rm {e}}^{-2ix}-2{\rm {e}}^{-4ix}+{\rm {e}}^{-6ix}\right)\operatorname {d} x.\end{aligned}}}
На цьому етапі можна одразу використати метод безпосереднього інтегрування, або спочатку замінити підінтегральну функцію на {\displaystyle 2\cos 6x-4\cos 4x+2\cos 2x} і продовжити інтегрування. Будь-який з методів дає
{\displaystyle \int \sin ^{2}x\cos 4x\operatorname {d} x=-{\frac {1}{24}}\sin 6x+{\frac {1}{8}}\sin 4x-{\frac {1}{8}}\sin 2x+C}.

## Використання дійсної частини
Крім тотожності Ейлера може бути корисним використання дійсної частини комплексного виразу. Наприклад, розглянемо інтеграл
{\displaystyle \int {\rm {e}}^{x}\cos x\operatorname {d} x}.
Оскільки {\displaystyle \cos x} — дійсна частина функції {\displaystyle {\rm {e}}^{ix}}, то
{\displaystyle \int {\rm {e}}^{x}\cos x\operatorname {d} x=\operatorname {Re} \left(\int {\rm {e}}^{x}{\rm {e}}^{ix}\operatorname {d} x\right).}
Інтеграл праворуч легко знайти:
{\displaystyle \int {\rm {e}}^{x}{\rm {e}}^{ix}\operatorname {d} x=\int {\rm {e}}^{(1+i)x}\operatorname {d} x={\frac {{\rm {e}}^{(1+i)x}}{1+i}}+C.}
Отже,
{\displaystyle {\begin{aligned}\int {\rm {e}}^{x}\cos x\operatorname {d} x&=\operatorname {Re} \left({\frac {{\rm {e}}^{(1+i)x}}{1+i}}\right)+C={\rm {e}}^{x}\operatorname {Re} \left({\frac {{\rm {e}}^{ix}}{1+i}}\right)+C\\[6pt]&={\rm {e}}^{x}\operatorname {Re} \left({\frac {{\rm {e}}^{ix}(1-i)}{2}}\right)+C={\rm {e}}^{x}{\frac {\cos x+\sin x}{2}}+C.\end{aligned}}}

## Дроби
Загалом, цей метод може бути використаний для обчислення будь-яких дробивих виразів, що містять тригонометричні функції. Наприклад, розглянемо інтеграл
{\displaystyle \int {\frac {1+\cos ^{2}x}{\cos x+\cos 3x}}\operatorname {d} x}.
Використовуючи тотожність Ейлера, отримаємо
{\displaystyle {\frac {1}{2}}\int {\frac {12+{\rm {e}}^{2ix}+{\rm {e}}^{-2ix}}{{\rm {e}}^{ix}+{\rm {e}}^{-ix}+{\rm {e}}^{3ix}+{\rm {e}}^{-3ix}}}\operatorname {d} x}.
Якщо виконати підстановку {\displaystyle u={\rm {e}}^{ix}}, то отримаємо інтеграл від дробово-раціональної функції:
{\displaystyle -{\frac {i}{2}}\int {\frac {1+12u^{2}+u^{4}}{1+u^{2}+u^{4}+u^{6}}}\operatorname {d} u}.
Будь-яка раціональна функція є інтегрованою (наприклад, використовуючи елементарні дроби), і тому будь-який дріб, що містить тригонометричні функції, також може бути інтегрованим.